# فهرست سفیران ایران در بحرین
در تاریخ شهریور ۱۳۵۰ اعلامیه برقراری روابط سیاسی بین دو کشور در سطح سفارت در تهران و منامه انتشار یافت. سفارت ایران در سال ۱۳۵۰ در منامه گشایش یافت و منوچهر سپهبدی به عنوان نخستین سفیر به آن کشور عزیمت نمود.

## پهلوی
- منوچهر سپهبدی از آذر ۱۳۵۰ تا اسفند ۱۳۵۵ (اولین سفیر)
- اسماعیل فربد از اسفند ۱۳۵۵ تا تیر ۱۳۵۸

## جمهوری اسلامی
- عبدالحمید فریدی عراقی (مسئول موقت): تیر ۱۳۵۸ تا آذر ۱۳۵۸

مجید مهران در شهریور ۱۳۵۸ به عنوان سفیر منصوب شد ولی به محل مأموریت اعزام نشده و بازنشستهٔ اجباری شد.
- سید مرتضی موسوی خلخالی (مسئول موقت): آذر ۱۳۵۸ تا مرداد ۱۳۵۹
- حسن شوشتری‌زاده (کاردار موقت): مرداد ۱۳۵۹ تا آذر ۱۳۶۰
- محمدرفیع زنجان رفیعی (مسئول موقت): آذر ۱۳۶۰ تا تیر ۱۳۶۲
- عباس شکوهی (کاردار موقت): تیر ۱۳۶۲ تا دی ۱۳۶۶
- احمد جوزانی (کاردار موقت): دی ۱۳۶۶ تا آبان ۱۳۶۷
- حسین نراقیان : آبان ۱۳۶۷ تا ۱۳۶۹
- جواد ترک‌آبادی: ۱۳۶۹ تا خرداد ۱۳۷۵
- سید محمد احمدی: (کاردار موقت از خرداد ۱۳۷۵ تا آذر ۱۳۷۷)
- محمدجلال فیروزنیا: از آذر ۱۳۷۷ تا تیر ۱۳۸۱
- محمد فرازمند: از شهریور ۱۳۸۱ تا شهریور ۱۳۸۵
- رضا هنرور نظری: (کاردار موقت از اسفند ۱۳۸۵ تا شهریور ۱۳۸۶)
- حسین امیرعبداللهیان: ۱۳۸۶ تا ۱۳۸۹
- مهدی آقاجعفری: ۱۳۸۹ تا ۱۳۹۱
- مرتضی صنوبری (کاردار)
- محمدرضا بابایی (کاردار) تا ۹ مهر ۱۳۹۴[پانویس ۱]
- حمید شفیع‌زاده (کاردار)

بحرین در ۱۴ دی ۱۳۹۴ روابط سیاسی‌اش را با ایران قطع کرد.